# Meropodit

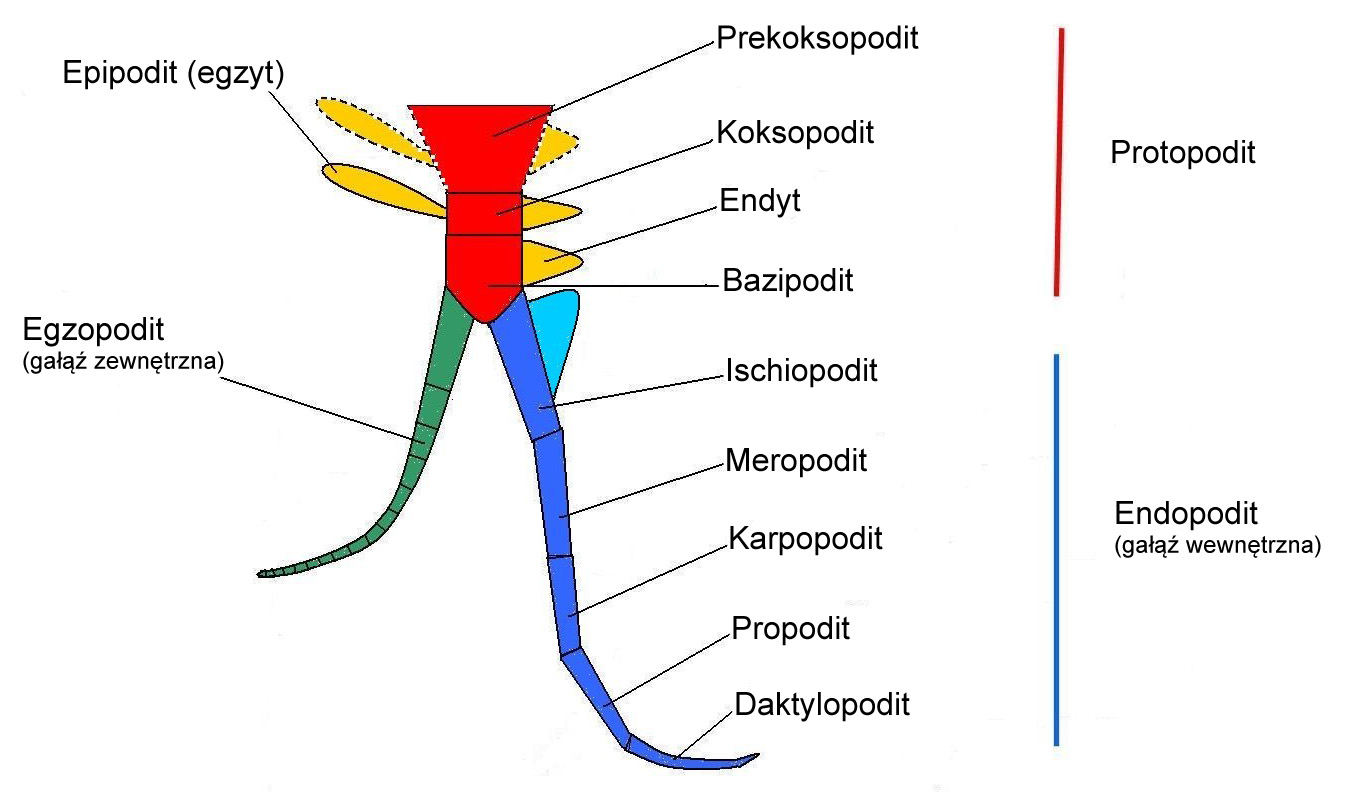
Odnóże dwugałęziste skorupiaka

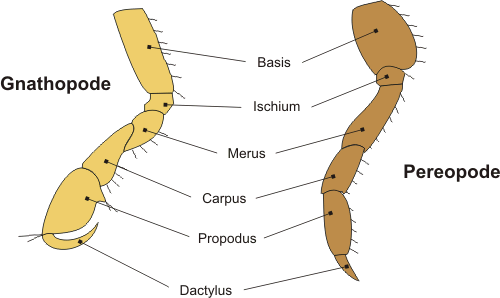
Porównanie gnatopodium i odnóża tułowiowego obunoga. Meropodit podpisany jako merus

Meropodit (łac. merus) – człon (podomer) endopoditu odnóża skorupiaków. Poprzedzony jest ischiopoditem, a odsiebnie od niego znajduje się karpopodit. Jego odpowiednikiem u innych stawonogów jest udo.